# ادوارد هیندز
ادوارد هیندز (انگلیسی: Edward Hinds؛ زاده ۱۹۴۹) یک فیزیک‌دان اهل بریتانیا است.
وی همچنین برنده جوایزی همچون نشان رامفورد شده است.